# Irmintraut Hegele
Irmintraut Hegele geb. Benning (* 24. März 1936 in München; † 30. April 2022 in Landau) war eine deutsche Pädagogin und Hochschullehrerin.

## Leben und Wirken
Nach ihrer Reifeprüfung 1954 in Augsburg studierte Irmintraut Hegele von 1954 bis 1956 Romanistik an der Universität München. Viel später, von 1968 bis 1970 studierte sie dann an der Pädagogischen Hochschule Wuppertal Musik, Didaktik der deutschen Sprache und Evangelische Theologie und legte dort 1972 bzw. 1974 die beiden Staatsexamen für den höheren Schuldienst ab. 1974 absolvierte die in Wuppertal die Prüfung zur Diplom-Pädagogin. Von 1970 bis 1974 war sie im Schuldienst tätig. Von 1974 bis 1979 arbeitete sie als wissenschaftliche Assistentin an der Universität Wuppertal und promovierte dort 1978 bei Bernhard Weisgerber. Von 1979 bis 1986 war sie Akademische Rätin im Fachbereich Erziehungswissenschaft an der Universität Wuppertal. Im Jahre 1986 wurde sie Professorin für Grundschulpädagogik an der Erziehungswissenschaftlichen Hochschule Landau (später: Universität Koblenz Landau). In den Ruhestand trat sie 2001. 
In ihren Veröffentlichungen beschäftigte sich Irmintraut Hegele eingehend mit der Grundschulpädagogik und verschiedenen Unterrichtsformen, außerdem mit dem Fremdsprachenunterricht in der Grundschule. 

## Veröffentlichungen (Auswahl)
- Lerndiagnose und Sprachförderung. Textproduktion als Gegenstand einer empirischen Sprachdidaktik. Kamp, Bochum 1979, ISBN 3-592-70007-3 (= Dissertation Bergische Universität Wuppertal).
- (Mitautorin): Bernhard Weisgerber u. a.: Handbuch zum Sprachunterricht. Beltz, Weinheim 1983, ISBN 3-407-62074-8.
- (mit Gabriele Pommerin): Gemeinsam Deutsch lernen. Interkulturelle Spracharbeit mit ausländischen und deutschen Schülern. Quelle & Meyer, Heidelberg 1983, ISBN 3-494-01105-2.
- (Hrsg.): Lernziel Freie Arbeit. Unterrichtsbeispiele aus der Grundschule. Beltz, Weinheim 1988, ISBN 3-407-62105-1 (neu ausgestattete Sonderausgabe 1995, ISBN 3-407-21012-4).
- Frauen zwischen mittelalterlicher und neuzeitlicher Selbstinterpretation. Charitas Pirckheimer. In: Jörg Ruhloff (Hrsg.): Renaissance-Humanismus. Zugänge zur Bildungstheorie der frühen Neuzeit (= Bildung und Selbstinterpretation, Bd. 2). Verlag Die Blaue Eule, Essen 1989, S. 316–351, ISBN 3-89206-228-5.
- (mit Monika Pritzel): Das Rätsel der Linkshändigkeit. In: Erich Renner (Hrsg.): Grundschule zwischen Theorie und Praxis (= Landauer Schriften zur Grundschulpädagogik, Bd. 7). Erziehungswiss. Hochsch. Rheinland-Pfalz, Abt. Landau 1990, S. 57–96, ISBN 3-923786-29-8.
- (Hrsg.): Fremdsprachenbegegnung in der Grundschule. Körner, Kronshagen 1994, ISBN 3-929237-19-9.
- (Hrsg.): Kinder begegnen Fremdsprachen. Westermann, Braunschweig 1994, ISBN 3-14-162019-9.
- (Hrsg.): Lernziel: offener Unterricht. Unterrichtsbeispiele aus der Grundschule. Beltz, Weinheim 1994, ISBN 3-407-62184-1 (2. Aufl. 1997, ISBN 3-407-62365-8).
- (Hrsg.): Lernziel: Stationenarbeit. Eine neue Form des offenen Unterrichts. Beltz, Weinheim 1996, ISBN 3-407-62322-4 (4. Aufl. 1999, ISBN 978-3-407-62394-2).
- Fremdsprachen in der Grundschule. Ansätze, Entwicklungen, Perspektiven. In: Ludwig Duncker (Hrsg.): Bildung in europäischer Sicht. Perspektiven für die Pädagogik der Grundschule. Vaas, Langenau-Ulm 1996, S. 107–126, ISBN 3-88360-122-5.
- (Hrsg.): Lernziel: Texte schreiben, überarbeiten und gestalten. Unterrichtsbeispiele aus der Grundschule. Beltz, Weinheim 2000, ISBN 3-407-62404-2.